# Symfonia koncertująca (K. 320e)
Symfonia koncertująca (K. 320e) A-dur – niedokończona symfonia skomponowana przez W.A. Mozarta na skrzypce, altówkę, wiolonczelę i orkiestrę w 1779 lub 1780 w Salzburgu.
Pod względem formalnym jest to odpowiednik symfonii koncertującej KV 364. Brak jednak informacji o przeznaczeniu tej kompozycji oraz powodach, dla których Mozart nie zdobył się na jej ukończenie. Nie można ustalić jednoznacznie, czy utwór ten miał powstać z myślą o solistach orkiestry mannheimsko–monachijskiej, która została rozwiązana mniej więcej w tym samym czasie, czy raczej miał to być utwór przeznaczony dla muzyków kapeli salzburskiej: Antonio Brunetti lub Joseph Hafeneder (skrzypce), Mozart (skrzypce lub altówka), Antonio Ferrari lub Joseph Zugeisen (wiolonczela).
Powstało i zachowało się 134 taktów pierwszej części (allegro). Początkowe 51 taktów zostało całkowicie ukończone, zarówno w głosach solowych jak i w akompaniamencie orkiestry. Pozostałe 83 takty zostały zachowane w postaci szkicu.

## Skład orkiestry
- 2 skrzypiec
- 2 altówki
- wiolonczela
- kontrabas
- 2 oboje
- 2 rogi w A